# Мещанинов, Иван Васильевич
Ива́н Васи́льевич Мещани́нов (1846—1918) — русский судебный деятель, сенатор, товарищ министра народного просвещения в 1901—1902 гг.

## Биография
Православный. Сын купца. Дослужившись до чина действительного статского советника, получил потомственное дворянство.
Окончил Саратовскую гимназию с золотой медалью и юридический факультет Казанского университета со степенью кандидата прав (1868).
В 1869 году начал службу по судебному ведомству кандидатом на должность судебного следователя в Казанской уголовной палате. Через несколько месяцев был назначен и. д. судебного следователя 3-го участка Мамадышского уезда, а в следующем году — перемещен на ту же должность в 5-й участок города Казани, которую занимал до 1874 года, когда назначен был товарищем прокурора Сарапульского окружного суда.
Затем последовательно занимал должности: Уфимского губернского прокурора, и. д. юрисконсульта консультации при Министерстве юстиции (1884—1887), товарища обер-прокурора уголовного кассационного департамента Сената (1887—1893) и члена консультации при Министерстве юстиции (1893—1900).
Чины: действительный статский советник (1889), тайный советник (1898), действительный тайный советник (1914).
8 марта 1900 года назначен сенатором, присутствующим в уголовном кассационном департаменте Сената. Осенью того же года был назначен начальником Главного тюремного управления, а в 1901 году — товарищем министра народного просвещения генерал-адъютанта П. С. Ванновского, с оставлением в звании сенатора. В течение некоторого времени управлял министерством, за что был удостоен Высочайшей благодарности.
В апреле 1902 года, по прошению, был уволен от должности товарища министра народного просвещения, с оставлением в звании сенатора и назначением к присутствию в 1-м департаменте Сената. Кроме того, состоял членом комитета Главного попечительства детских приютов (с 1902 года), членом Верховного уголовного суда (с 1906 года) и несколько лет — председателем просветительского общества «Маяк».
Умер от паралича сердца в Дерябинской тюрьме в Петрограде (Васильевский Остров, Большой просп., д. 94) 22 октября 1918 года. Оставил мемуары, опубликованные в 2010 году под заглавием «И. В. Мещанинов: воспоминания пережитого».

## Семья
Был женат на дочери потомственного почетного гражданина Марии Дмитриевне Черновой (1858—1920). Их сыновья:
- Александр (1879—?), воспитанник Императорского училища правоведения (1902). Старший лейтенант Балтийского флота, участник Первой мировой войны.
- Иван (1883—1967), крупный лингвист и археолог, директор Института языка и мышления АН СССР, академик.
- Виктор (1892—1969), воспитанник Императорского училища правоведения и Пажеского корпуса, штабс-капитан лейб-гвардии Семеновского полка. Участник Белого движения в составе Северо-Западной армии, ВСЮР и Русской армии барона Врангеля. Галлиполиец. В эмиграции в Югославии. Во Вторую мировую войну служил в Русском корпусе. После 1945 года жил в США, сотрудничал в журнале «Военная быль»[3].

## Награды
- Орден Святого Станислава 1-й ст. (1892)
- Орден Святой Анны 1-й ст. (1896)
- Высочайшая благодарность (1899)
- Орден Святого Владимира 2-й ст. (1901)
- Высочайшая благодарность (1901)
- Орден Белого Орла (1906)
- Орден Святого Александра Невского (1911)

- медаль «В память царствования императора Александра III»
- медаль «В память 300-летия царствования дома Романовых» (1913)

Иностранные:
- бухарский Орден звезды 1-й ст. (1899)
- ольденбургский орден Заслуг герцога Петра-Фридриха-Людвига, большой крест (1899)